# Ad Astra Rocket Company
A Ad Astra Rocket Company é uma companhia de propulsão de foguete que atualmente se dedica ao desenvolvimento de um motor de propulsão de plasma. Localizada em Webster, no Texas, nas imediações da sede do Johnson Space Center, da NASA, a companhia foi criada em 4 de janeiro de 2005. O presidente e CEO da Ad Astra Rocket Company é o ex-astronauta Dr. Franklin Chang-Díaz.
Atualmente, a companhia tem se dedicado ao desenvolvimento do VASIMR (sigla em inglês para Motor de Magnetoplasma de Impulso Específico Variável. Em março de 2015, a NASA selecionou a Ad Astra para o Next Space Technologies for Exploration Partnerships, um programa que utiliza um modelo de parceria público-privada objetivando o desenvolvimento comercial de capacidades de exploração do espaço profundo para apoiar missões de voo espacial humano mais extensas ao redor da Terra e à Lua.

## História
O VASIMR é um projeto de foguete de última geração que faz uso de plasma para sua propulsão. Chang Díaz desenvolveu o conceito do VASIMR em 1979, logo após sua pós-graduação em fusão e propulsão de foguetes baseada em plasma, no Massachusetts Institute of Technology. Depois de ser selecionado como astronauta, em 1980, Chang Díaz serviu em sete missões diferentes de ônibus espaciais, um recorde espacial que ele compartilha com o astronauta Jerry L. Ross. Depois de se aposentar da NASA, em 2005, Chang Díaz formou a Ad Astra Rocket Company para desenvolver e comercializar a tecnologia VASIMR.
Em junho de 2013, a Ad Astra concluiu uma Revisão Preliminar de Projeto (PDR) formal no motor VF-200 com a NASA. Este é o marco inicial do projeto principal no caminho para voar um VF-200 na Estação Espacial Internacional.

## Protótipo 200 kW
A Ad Astra Rocket Company desenvolveu o VX-200, um protótipo em escala real do motor VASIMR destinado a testes em solo. A empresa testou o protótipo com sucesso em setembro de 2009. Após o teste, a empresa iniciará os preparativos para o VF-200-1, a primeira unidade de vôo. A tecnologia VASIMR pode ser útil em um futuro próximo para viagens espaciais interplanetárias. O design VASIMR seria capaz de reduzir a viagem da Terra a Marte para menos de quatro meses, enquanto os foguetes químicos atuais levariam cerca de oito meses para um trânsito unilateral, tornando a missão de ida e volta mais de 2 anos. Um motor VASIMR movido a energia nuclear poderia encurtar o tempo de ida e volta em vôo em menos de cinco meses, enquanto motores movidos a energia solar em escala menor poderiam puxar satélites através de órbitas diferentes e enviar cargas para a lua.
A partir de outubro de 2010, a empresa passou a oferecer tecnologia objetivando ajudar a "limpar o problema crescente de lixo espacial."
Desde julho de  2012, uma recente fase de teste do VX-200 demonstrou um aumento de dez por cento na eficiência em níveis intermediários de impulso específico, indicando que uma versão operacional aumentaria a massa da carga útil e diminuiria os tempos de viagem. As "melhorias de eficiência foram alcançadas por meio de melhorias de design em componentes críticos do motor, 'ajuste fino' das configurações do sistema de potência de radiofrequência e atualizações do software que controla o motor durante a inicialização e acionamento."
A empresa continua com o objetivo de um "voo de teste prospectivo de um protótipo do Vasimr, seja para a Estação Espacial Internacional ou em um vôo livre, para três anos de caracterização no espaço."